# Воронов, Юрий Александрович
Воронов Юрий Александрович — художник, художник-график. Член-корреспондент Российской академии художеств.

## Биография
Родился 18 июня 1956 года в Вологде. 
В 1975 году окончил живописно-педагогическое отделение Ярославского Художественного Училища. 
Окончил Московский государственный художественный институт имени В. И. Сурикова (факультет графики) в 1981 году, художественный руководитель Б. А. Дехтерёв (мастерская книжной графики).
Много лет работал над серией иллюстраций к книгам Василия Белова, Вадима Дементьева, Анны Ахматовой, Александра Романова, Валентина Устинова и др. В восьмидесятые годы художник создал серию графических портретов известных людей, среди которых — философ Алексей Лосев, писатель Виктор Астафьев, певец Борис Штоколов.
Произведения находятся в музеях-заповедниках и краеведческих музеях Вологодской области, в частных собраниях в России и за рубежом. Основная коллекция произведений художника находится в Вологодской областной картинной галерее.
Живёт и работает в Вологде.

## Звания
- Член-корреспондент Российской академии художеств, отделение графики (2009)
- Заслуженный художник РФ (2003)
- Член Союза художников России (1983)

## Основные проекты и произведения
- «Говорит Вологда. Доброе утро, товарищи». Холст, акрил. 195 х 295 (1987)
- «Листвица». Холст, акрил. 195 х 295 (1989)
- «Нина». Холст, масло. 90 х 70 (1989)
- «Каждому дневи довлеет злоба его». Холст, акрил. 190 х 295 (1989)
- «Никола Зимний». Холст, масло. 190 х 130 (1990)
- «Легенда о счастье. Триптих». Холст, масло. 190 х 140, 190 х140, 190х140 (1992)
- «Вологодские художники».Холст, масло. 140 х 195 (2003)
- «Есть музыка над нами». Холст, масло. 190 х 290 (2012-2013)
- «Другая жизнь». Триптих. Холст, масло. 185 х 140, 185 х 160, 185 х 140 (2013)
- «Гиляна в современном пространстве». Холст, масло. 210 х 230 (2014)

## Выставки
С 1977 года участник художественных выставок. Произведения художника экспонируются на Всероссийских, межрегиональных, областных,межрегиональных, всероссийских и международных художественных выставках.
Персональные выставки
Фёрль, Германия (1991); Зволле, Голландия (1992); Ставерн, Норвегия (1993); Ванкувер, Канада (1996); Вологда, Россия (1996); Шиен, Норвегия (1996); Ставерн, Норвегия (1998), Осло, Норвегия (2000), Москва, Россия (2006).

## Государственная и общественная деятельность
- Член правления Вологодского отделения ВТО «СХР»
- Заместитель председателя Вологодского отделения ВТО «СХР»

## Награды и премии
- Государственная  премия Вологодской области по литературе и  искусству (2007)
- Почётная  грамота  губернатора Вологодской области (2002)
- Диплом лауреата  XI региональной выставки «Российский Север» за создание произведения живописи «Есть музыка над нами…» (2013)
- Золотая медаль ВТОО «Союз художников России» «Духовность. Традиции. Мастерство.» (2009)
- Премия по культуре комсомола Вологодской области имени  А. Яшина

## Награды РАХ
- Медаль «Достойному» (2016)
- Диплом РАХ за цикл произведений «Философический полиптих» (2017)